# Adel Mahamoud
Adel Azhardine Mahamoud (Juvisy-sur-Orge, 4 febbraio 2003) è un calciatore comoriano, attaccante del Nantes e della nazionale comoriana.

## Carriera

### Club
Cresciuto nel Viry-Châtillon, nel 2016 passe alle giovanili del Nantes. Nel 2021 viene promosso nella seconda squadra di quest'ultima, con cui debutta in Championnat National 2.
Il 19 gennaio 2024, complici le varie assenze nel suo ruolo, viene convocato in prima squadra, con cui debutta il successivo 20 gennaio in occasione della gara di Coppa di Francia persa 0-1 contro il Laval, in cui subentra nel corso del secondo tempo a Matthis Abline.
Il 28 gennaio debutta anche in Ligue 1, subentrando a Tino Kadewere nel corso del secondo tempo della gara della 19ª giornata di campionato, un pareggio a reti inviolate contro lo Stade Reims.

### Nazionale
Nato in Francia da genitori comoriani, decide di rappresentare quest'ultima nazione.
Nel 2022 viene convocato in Under-20 per partecipare al Torneo Maurice Revello; mentre nel settembre dello stesso anno riceve la sua prima convocazione in nazionale maggiore, debuttando nell'amichevole persa per 1-0 contro la Tunisia.
Convocato nuovamente l'anno successivo, il 17 ottobre 2023 segna la prima rete in nazionale, contribuendo alla vittoria per 1-2 contro il Capo Verde.

## Statistiche

### Presenze e reti nei club
Statistiche aggiornate al 9 giugno 2025.
| Stagione        | Squadra         | Campionato      | Campionato | Campionato | Coppe nazionali | Coppe nazionali | Coppe nazionali | Coppe continentali | Coppe continentali | Coppe continentali | Altre coppe | Altre coppe | Altre coppe | Totale | Totale | Totale |
| Stagione        | Squadra         | Comp            | Pres       | Reti       | Comp            | Pres            | Reti            | Comp               | Pres               | Reti               | Comp        | Pres        | Reti        | Pres   | Reti   |        |
| --------------- | --------------- | --------------- | ---------- | ---------- | --------------- | --------------- | --------------- | ------------------ | ------------------ | ------------------ | ----------- | ----------- | ----------- | ------ | ------ | ------ |
| 2021-2022       | Nantes 2        | N2              | 14         | 2          | -               | -               | -               | -                  | -                  | -                  | -           | -           | -           | 14     | 2      |        |
| 2022-2023       | Nantes 2        | N2              | 24         | 3          | -               | -               | -               | -                  | -                  | -                  | -           | -           | -           | 24     | 3      |        |
| 2023-2024       | Nantes 2        | N3              | 12         | 3          | -               | -               | -               | -                  | -                  | -                  | -           | -           | -           | 12     | 3      |        |
| 2024-2025       | Nantes 2        | N3              | 10         | 3          | -               | -               | -               | -                  | -                  | -                  | -           | -           | -           | 10     | 3      |        |
| Totale Nantes 2 | Totale Nantes 2 | Totale Nantes 2 | 60         | 11         |                 | -               | -               |                    | -                  | -                  |             | -           | -           | 60     | 11     |        |
| 2023-2024       | Nantes          | L1              | 1          | 0          | CF              | 1               | 0               | -                  | -                  | -                  | -           | -           | -           | 2      | 0      |        |
| 2024-2025       | Nantes          | L1              | 0          | 0          | CF              | 0               | 0               | -                  | -                  | -                  | -           | -           | -           | 0      | 0      |        |
| Totale Nantes   | Totale Nantes   | Totale Nantes   | 1          | 0          |                 | 1               | 0               |                    | -                  | -                  |             | -           | -           | 2      | 0      |        |
| Totale carriera | Totale carriera | Totale carriera | 61         | 11         |                 | 1               | 0               |                    | 0                  | 0                  |             | -           | -           | 62     | 11     |        |

### Cronologia presenze e reti in nazionale
| Cronologia completa delle presenze e delle reti in nazionale ― Comore | Cronologia completa delle presenze e delle reti in nazionale ― Comore | Cronologia completa delle presenze e delle reti in nazionale ― Comore | Cronologia completa delle presenze e delle reti in nazionale ― Comore | Cronologia completa delle presenze e delle reti in nazionale ― Comore | Cronologia completa delle presenze e delle reti in nazionale ― Comore | Cronologia completa delle presenze e delle reti in nazionale ― Comore | Cronologia completa delle presenze e delle reti in nazionale ― Comore |
| Data                                                                  | Città                                                                 | In casa                                                               | Risultato                                                             | Ospiti                                                                | Competizione                                                          | Reti                                                                  | Note                                                                  |
| --------------------------------------------------------------------- | --------------------------------------------------------------------- | --------------------------------------------------------------------- | --------------------------------------------------------------------- | --------------------------------------------------------------------- | --------------------------------------------------------------------- | --------------------------------------------------------------------- | --------------------------------------------------------------------- |
| 22-9-2022                                                             | Croissy                                                               | Tunisia                                                               | 1 – 0                                                                 | Comore                                                                | Amichevole                                                            | -                                                                     | 85’                                                                   |
| 28-3-2023                                                             | Moroni                                                                | Comore                                                                | 0 – 2                                                                 | Costa d'Avorio                                                        | Qual. Coppa d'Africa 2023                                             | -                                                                     | 76’                                                                   |
| 17-10-2023                                                            | Mallemort                                                             | Capo Verde                                                            | 1 – 2                                                                 | Comore                                                                | Amichevole                                                            | 1                                                                     |                                                                       |
| 17-11-2023                                                            | Moroni                                                                | Comore                                                                | 4 – 2                                                                 | Rep. Centrafricana                                                    | Qual. Mondiali 2026                                                   | -                                                                     | 88’                                                                   |
| 22-3-2024                                                             | Marrakech                                                             | Comore                                                                | 4 – 0                                                                 | Uganda                                                                | Amichevole                                                            | -                                                                     | 72’                                                                   |
| 7-6-2024                                                              | Marrakech                                                             | Madagascar                                                            | 2 – 1                                                                 | Comore                                                                | Qual. Mondiali 2026                                                   | -                                                                     | 46’                                                                   |
| 11-6-2024                                                             | Oujda                                                                 | Ciad                                                                  | 0 – 2                                                                 | Comore                                                                | Qual. Mondiali 2026                                                   | -                                                                     | 33’                                                                   |
| 20-3-2025                                                             | Berkane                                                               | Comore                                                                | 0 – 3                                                                 | Mali                                                                  | Qual. Mondiali 2026                                                   | -                                                                     | 61’                                                                   |
| 25-3-2025                                                             | Berkane                                                               | Comore                                                                | 1 – 0                                                                 | Ciad                                                                  | Qual. Mondiali 2026                                                   | -                                                                     | 69’                                                                   |
| 9-6-2025                                                              | Pristina                                                              | Kosovo                                                                | 4 – 2                                                                 | Comore                                                                | Amichevole                                                            | -                                                                     | 85’                                                                   |
| Totale                                                                |                                                                       | Presenze                                                              | 10                                                                    |                                                                       | Reti                                                                  | 1                                                                     |                                                                       |

## Palmarès

### Competizioni giovanili
- Championnat National U19: 1

Nantes: 2022-2023